# 下司镇 (凯里市)
下司镇，是中华人民共和国贵州省黔东南苗族侗族自治州凯里市下辖的一个乡镇级行政单位。因地处平定下游，故名下司。下司镇曾是茶马古道的重要驿站，至今仍保留了以古码头为特色的水镇风光。是“中国红蒜之乡”、“锌硒米之乡”、“世界名犬下司犬之乡”。
2014年9月15日，贵州省人民政府批复同意将麻江县下司镇整建制划归凯里市管辖，行政区域和政府驻地不变。

## 行政区划
下司镇下辖以下地区：
下司社区、清江村、新华行政中心村、淑里村、马场行政中心村、花桥行政中心村、新民行政中心村、瓮港村、沙飘村、同兴村、白午村、和平村、铜鼓村和摆仰村。
2019年8月8日调整下司镇部分行政区划，行政区划调整后，下司镇辖下司镇居委会、清江村、马场村、花桥村、瓮港村、沙飘村、淑里村。